# 吡喃糖
吡喃糖是一类单糖的形式，其具有以5个碳原子和1个氧原子形成的六元环结构。吡喃糖也可说是：单糖分子中的C-5位羟基与C-1位醛基缩合生成六元环的半缩醛。吡喃糖的名称来源于它与氧杂环吡喃的相似性，但吡喃糖没有双键。
吡喃糖常见的例子如：六碳糖的葡萄糖、果糖、甘露糖等，它们通常以吡喃型（pyran form）或称吡喃糖型（pyranose form）存在。六碳糖也常可形成呋喃糖型，且常与吡喃糖型互相转化。

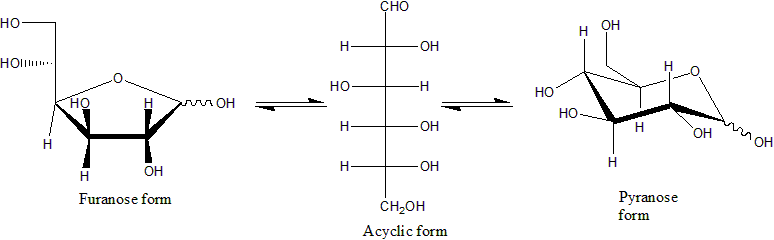
D-葡萄糖的呋喃糖型、无环型（开链型）和吡喃糖型间的转化

- β-d-吡喃果糖
（β-D-ribofuranose）
——六碳糖的吡喃型
- β-d-呋喃果糖
（β-D-fructofuranose）
——六碳糖的呋喃型

## 形成
吡喃糖環是由在5號碳(C-5)上的羥基基團和在1號碳(C-1)上的糖醛反應所形成的，這會形成分子內半縮醛。如果反應發生在C-4羥基和醛之間，則會產生一個呋喃糖。
吡喃糖會比呋喃糖在熱力學上更加穩定，此事可透過兩個環狀結構在溶液中的數量分佈得出。

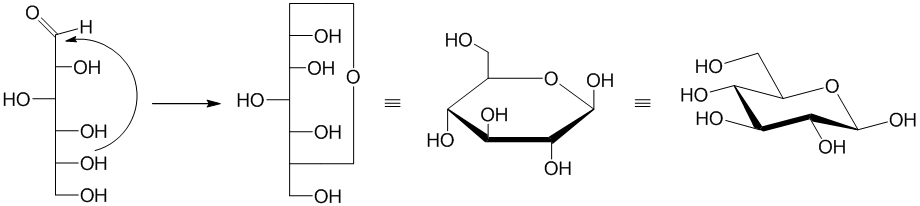
圖示D-直链葡萄糖（左一）、半縮醛葡萄糖（左二）和β-D-吡喃葡萄糖（右一及右二）的結構

## 吡喃糖苷
如果吡喃糖1號碳上的異頭羥基已經變為OR基團則被稱為吡喃糖苷（pyranoside）。

## 四氢吡喃
四氢吡喃（tetrahydropyran）是环己烷分子中的1个亚甲基被置换为氧原子的六元饱和环氧化合物。
| 四氫吡喃 |                      |                      |
| 名字     | 四氫吡喃             | α-D-(+)-吡喃葡萄糖   |
| 結構式   | Tetrahydropyran      | α-Glucopyranose      |
|          | 四氫吡喃環以藍色標記 | 四氫吡喃環以藍色標記 |

## 歷史

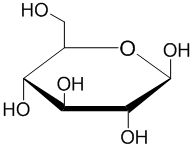
β-D-吡喃葡萄糖的哈沃斯投影式

赫爾曼·埃米爾·費歇爾因確定D-己醛糖的結構贏得了諾貝爾化學獎(1902年)。不過己糖在溶液中只以非常小的比例，是以費歇爾提出的線性自由醛結構存在。這是在沃爾特·霍沃思所率領的科研小組中的埃德蒙·赫斯特和克利福德·帕維斯，確定了己糖會優先形成吡喃糖，即六元環。霍沃思畫了一個扁平的六邊形，基團位於其上方、下方來代表這個環。此即為哈沃斯投影式。
在1926年，對吡喃糖環有了更深一層的了解，斯龐斯勒和多爾發現薩克斯的數學處理可以適用於纖維素的X射線晶體學結構。他們確信吡喃糖環被縮攏，使環上的所有的碳原子接近於理想的四面體結構。

## 構造
環的摺疊有38種基本的吡喃糖構型：2個椅型構造、6個船型構造、6個歪斜型構造、12個半椅型構造、12個信封構型造。

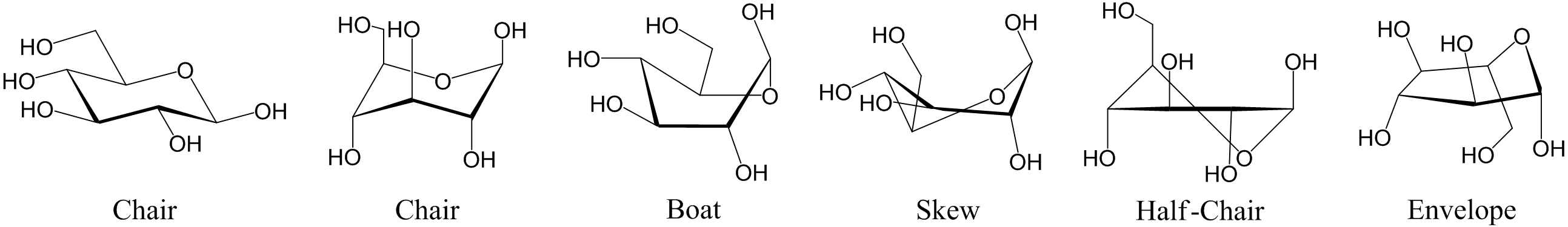
β-D-吡喃葡萄糖的構型

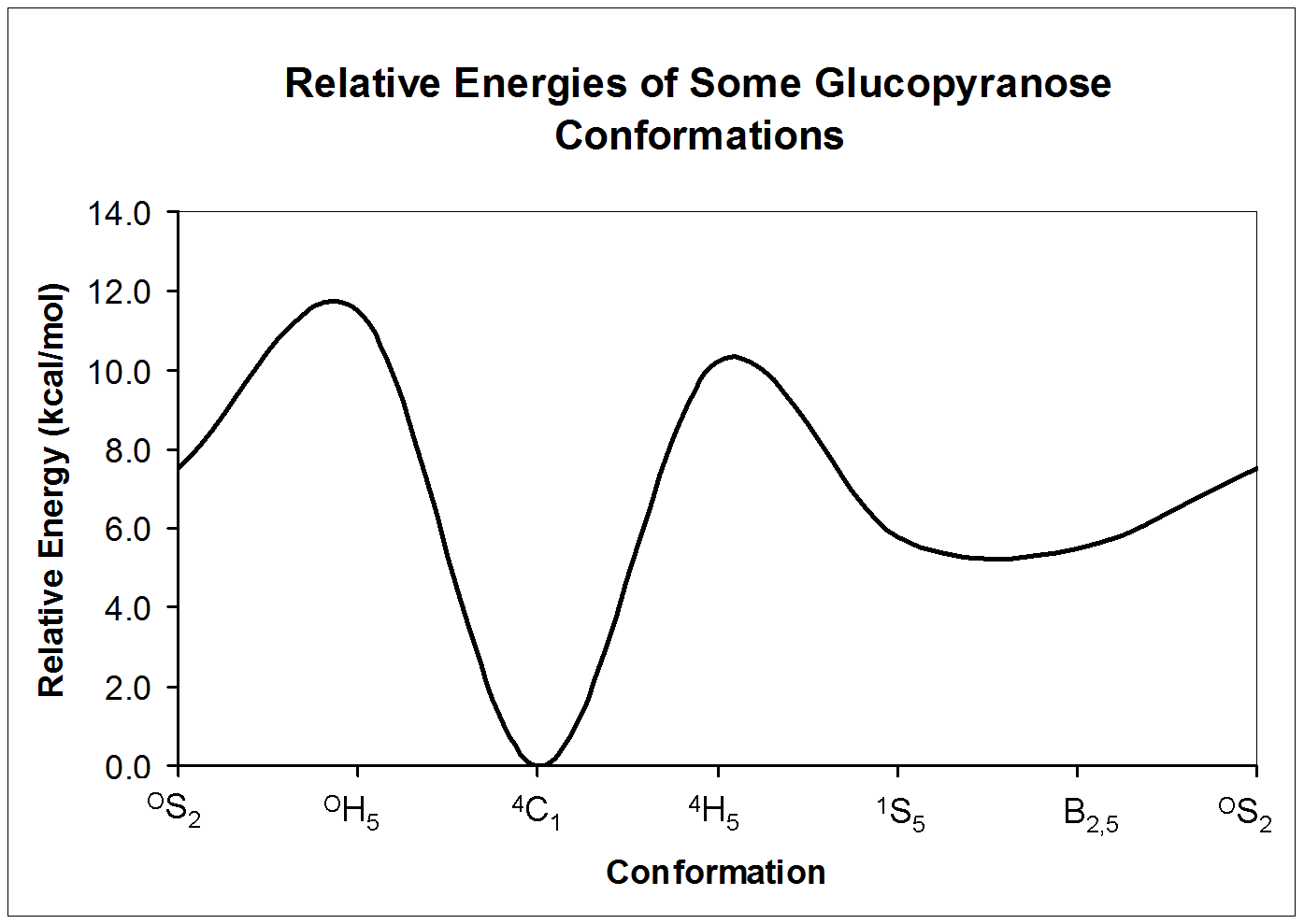
β-D-吡喃葡萄糖構型的相對能量

這些構型可以互相轉變，但是每種構型的相對能量可能差異巨大，所以構型的轉變可能有顯著的能障。這些構型的能量可以用量子力學的方法來計算，右圖為吡喃葡萄糖構型互變的例子。
吡喃糖環的構型表面上和環己烷十分相像，不過吡喃糖的命名法牽涉到環中之氧，且在環上的羥基對構型偏好有明顯的影響。另外吡喃糖環也有其獨特的構象和立體的影響。

## 命名

命名范例：β-D-吡喃葡萄糖 （椅型(C)）
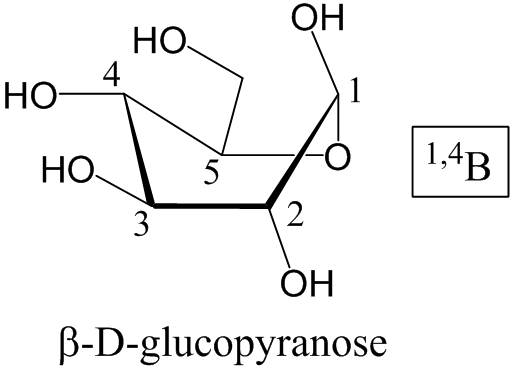
命名范例：β-D-吡喃葡萄糖 （船型(B)）

為了命名吡喃糖，首先要先確定結構，常見的結構和環己烷的結構相似，為椅型(C)、船型(B)、歪斜型(S)、半椅型(H)、信封型(E)，然後環上的原子再被編號。異頭或半縮醛的碳都是1號碳。在一般情況下，氧原子編號由在無環構型下相接的碳原子來決定。
- 確定環的形式,若從上方來看，原子會以順時鐘順序來編號。
- 平面之上的原子在構象異構體中作為上標。
- 平面之下的原子在構象異構體中作為下標[12]。

## NMR 光譜
椅型構造是最穩定的碳水化合物形式，這種相對確定和穩定的構造代表吡喃糖環的氫原子彼此保持一個相對恆定的角度。碳水化合物核磁共振利用這些二面角確定在環周遭的每個羥基基團的組態。